# Jakob Orlov
Jakob Erik Orlov, född 15 mars 1986 i Värsås, är en svensk före detta fotbollsspelare (anfallare) med IFK Värsås som moderklubb.

## Karriär
Orlov blev delad skytteligaledare 2009 i Söderettan med 17 mål. Han gick den 16 november 2009 från Skövde AIK till Gefle . I sin debutsäsong i Gefle gjorde han tio mål och slutade femma i skytteligan.
I januari 2014 skrev Orlov på ett fyraårskontrakt med norska SK Brann. Han debuterade för Brann i premiären av Tippeligaen 2014 mot Sarpsborg 08, en match Brann förlorade med 3–0. Han gjorde sitt första mål för Brann mot Stabaek IF, i omgången efter. Matchen slutade med en 2–1-förlust för Brann, men Orlov gjorde 1–1-målet i den nionde minuten på framspelning av Birkir Már Sævarsson. I sin fjärde match för klubben, en match mot Lilleström SK, gjorde han två mål i en match som slutade med en 2–0-seger för Brann.
Den 11 augusti 2015 lånades Orlov ut till Hammarby IF för resten av säsongen samt med en köpoption. Hammarby och SK Brann diskuterade om Hammarby kunde köpa loss honom efter säsongen men diskussionerna lades ner efter att parterna inte kom överens.
I februari 2018 värvades Orlov av Jönköpings Södra IF, där han skrev på ett tvåårskontrakt. Efter säsongen 2019 lämnade han klubben. I februari 2020 meddelade han att han avslutade sin fotbollskarriär.